# Гай Лициний Мацер
Гай Лициний Мацер (на латински: Gaius Licinius Macer; † 66 пр.н.е.) е политик и историк от групата на „младите аналисти“ на Римската република през 1 век пр.н.е.

## Биография
Произлиза от фамилията Лицинии, клон Мацер.
През 78 пр.н.е. той е квестор, през 73 пр.н.е. е народен трибун, през 68 пр.н.е. претор, през 67 пр.н.е. е пропретор и получава управлението на една провинция. Противник е на оптиматите. При Салустий е споменат като борец за правата на народа. През 66 пр.н.е. Цицерон успява да го осъди заради подкуп и изнудване, след което той се самоубива.
Като историк той пише история на Рим в 16 книги, които издава във формата на анали. Ливий и Дионисий Халикарнаски използват неговите произведения. Според Ливий той е измислил някои неща, за да възхвали своята фамилия gens Лицинии.
Баща е на Гай Лициний Мацер Калв (* 82 пр.н.е.; † 47 пр.н.е.), който е поет и оратор.

## Издадени произведения
- Hans Beck, Uwe Walter (Hrsg., Übers., Komm.): Die frühen römischen Historiker. Band 2. Von Coelius Antipater bis Pomponius Atticus. Wissenschaftliche Buchgesellschaft, Darmstadt 2004, ISBN 3-534-14758-8, S. 314 – 345.
- Martine Chassignet: L’Annalistique Romaine. Band 3. L’Annalistique Récente. L’Autobiographie Politique (Fragments). Les Belles Lettres, Paris 2004, ISBN 2-251-01435-7.
- Siri Walt: Der Historiker C. Licinius Macer. Einleitung, Fragmente, Kommentar. Teubner, Stuttgart 1997, ISBN 3-519-07652-7.
- H. Malcovati (Hrsg.): Oratorum Romanorum fragmenta liberae rei publicae. Band 1, 1976.
- H. Peter (Hrsg.): Historicorum Romanorum reliquiae. Band 1, 1914 (Nachdruck 1967).